# النابغة العدواني
النابغة العدواني هو من بني وابش بن زيد بن عدوان، قال يهجو عنبسة بن يحيى بن يزيد بن العاص:
وقال يهجو الفرزدق الشاعر: